# バラバ・タタール人
バラバ・タタール人（ばらば・たたーるじん シベリア・タタール語: параба, бараба, барама, бараба татарлар;  ロシア語: Барабинцы;  英語: Baraba Tatars）とは、ロシア連邦に居住するシベリア・タタール人の一派。

## 概要
オビ川からエルティシ川の間に位置するバラバ草原に暮らす先住民。シベリア・タタール語の方言であるバラバ方言を話す。
人口統計では独立した民族とみなされず、シベリア・タタール人に含められる（あるいは、シベリア・タタール人と共にタタール人に含まれる）。